# コメリカ・パーク
コメリカ・パーク（Comerica Park）は、アメリカのミシガン州デトロイトにある野球場。MLBデトロイト・タイガースの本拠地である。
タイガー・スタジアムの老朽化や駐車場の狭さが問題となったため、デトロイトのダウンタウン再開発の一環として新本拠地として建設された。コメリカ銀行がネーミングライツを30年6600万ドルで買い取り、球場名は「コメリカ・パーク」となった。
NFLデトロイト・ライオンズの本拠地であるフォード・フィールドが隣接し、NBAデトロイト・ピストンズ及びNHLデトロイト・レッドウィングスの本拠地リトル・シーザーズ・アリーナも近くに位置している。

## フィールドの特徴
大リーグの本拠地球場の中で、外野が最も広い球場の一つ。三塁打が多く本塁打が出にくい。球場オープンから3試合本塁打が出なかったが、これは1990年以降にオープンした大リーグの球場では初めてのことだった。余りに広かったため、2003年シーズン終了後に左中間を395フィート（約120.4メートル）から370フィート（約112.8メートル）へと変更した。
タイガー・スタジアムからの伝統として、フェアグラウンド内の中堅フェンス手前にフラッグ・ポールが立っていたが、前述の通り左中間フェンスを手前に出したため、今はフェンスの奥にある。また、ホームプレートはタイガー・スタジアムで使用されていたものを引き続き使っている。
ブルペンは右翼フェンス後方に2段式（上段がアウェイチーム用、下段がタイガース用）で備えられていたが、2005年シーズン終了後に左翼フェンス後方、かつてのフェンスと2003年シーズン終了後に前に出した新たなフェンスとの間へ移動した。右翼のブルペン跡には950の座席が新たに設けられた。

## 設備、アトラクション、演出
タイガースの本拠地ということで、場内の至る所に虎の像がある。左翼スタンド後方のスコアボードの上にある2頭の虎の像は、タイガースの選手がホームランを打つと目が緑色に光る。また、一塁側スタンド裏には回転木馬ならぬ回転木虎“ビッグ・キャット・コート”がある。
なお、当球場ではタイガースが三塁側を、アウェイチームが一塁側を使用する形式が取られている。

## 主要な出来事

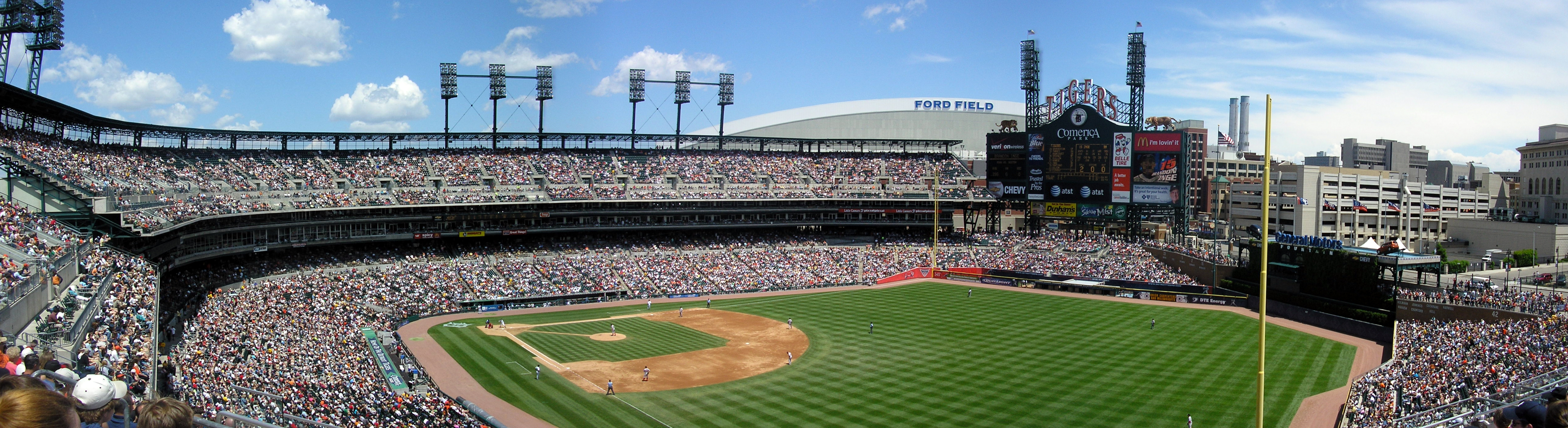
コメリカ・パーク

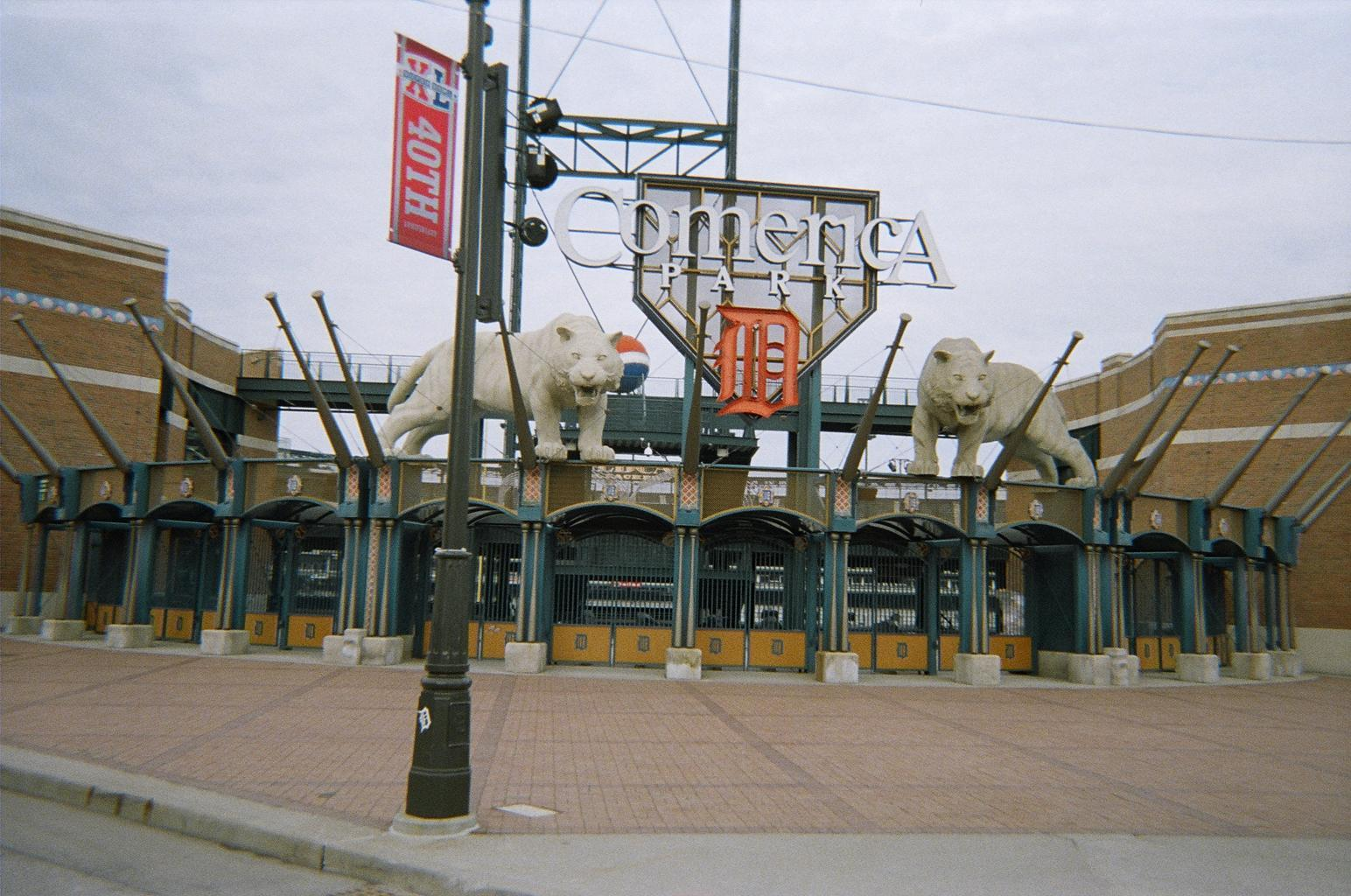
メイン・エントランス

- 2000年4月11日、開場（タイガース 5 - 2 マリナーズ）。
- 2005年7月12日、オールスターゲーム開催（ア 7 - 5 ナ）。

ワールドシリーズ開催:2006年:2012年
- 2007年6月12日、ジャスティン・バーランダーがノーヒットノーランを達成（タイガース 4 - 0 ブルワーズ）
- 2010年6月2日、アーマンド・ガララーガの幻の完全試合